# 복합사회
복합사회, 다원사회, 복수사회(plural society)는 프레드릭 바르트에 의해 인종적 차이, 즉 해당 그룹의 경제적 상호의존성과 생태적 전문화(즉, 각 인종 그룹이 서로 다른 환경 자원을 사용하는 것)를 결합한 사회로 정의된다. 인종 그룹 간의 생태적 상호의존성 또는 경쟁 부족은 같은 지역에서의 다양한 활동이나 J S 퍼니발이 정의한 여러 민족(유럽, 중국, 인도)의 다양한 지역에 대한 장기적인 점령에 기반할 수 있다. 그리고 섞이기는 하지만 섞이지 않는 원주민. 각 그룹은 자신의 종교, 문화, 언어, 사상과 방식을 고수한다. 개인으로서 그들은 만나지만 시장에서만 사고 파는 일을 한다. 동일한 정치 단위 내에서 공동체의 다양한 부분이 나란히 살아가는 복합사회가 있다.

## 같이 보기
- 민족성
- 다문화주의
- 다민족